# Sekunder (TV-serie)
Sekunder (originaltitel: Sekunnit) är en finsk thriller- och dramaserie. Serien är skapad av Roope Lehtinen, Mikko Pöllä och Laura Suhonen. Första säsongen består av sex avsnitt. Serien hade premiär i Finland den 4 april 2024 och hade premiär på SVT Play den 18 juli 2024.

## Handling
Serien kretsar kring en tågurspårning som orsakar en enorm explosion i en liten finsk småstad. Över sextio personer omkommer och olycksutredaren Marita Kaila står inför sin karriärs svåraste utmaning.

## Rollista (i urval)
- Leena Pöysti – Marita Kaila
- Meri Nenonen – Jenni Louhipeltoa
- Mikko Kauppila – Daniel Lind
- Hanna Vahtikari
- Jasir Osman
- Joonas Saartamo
- Ronja Orasta
- Teijo Eloranta